# Animales en el espacio

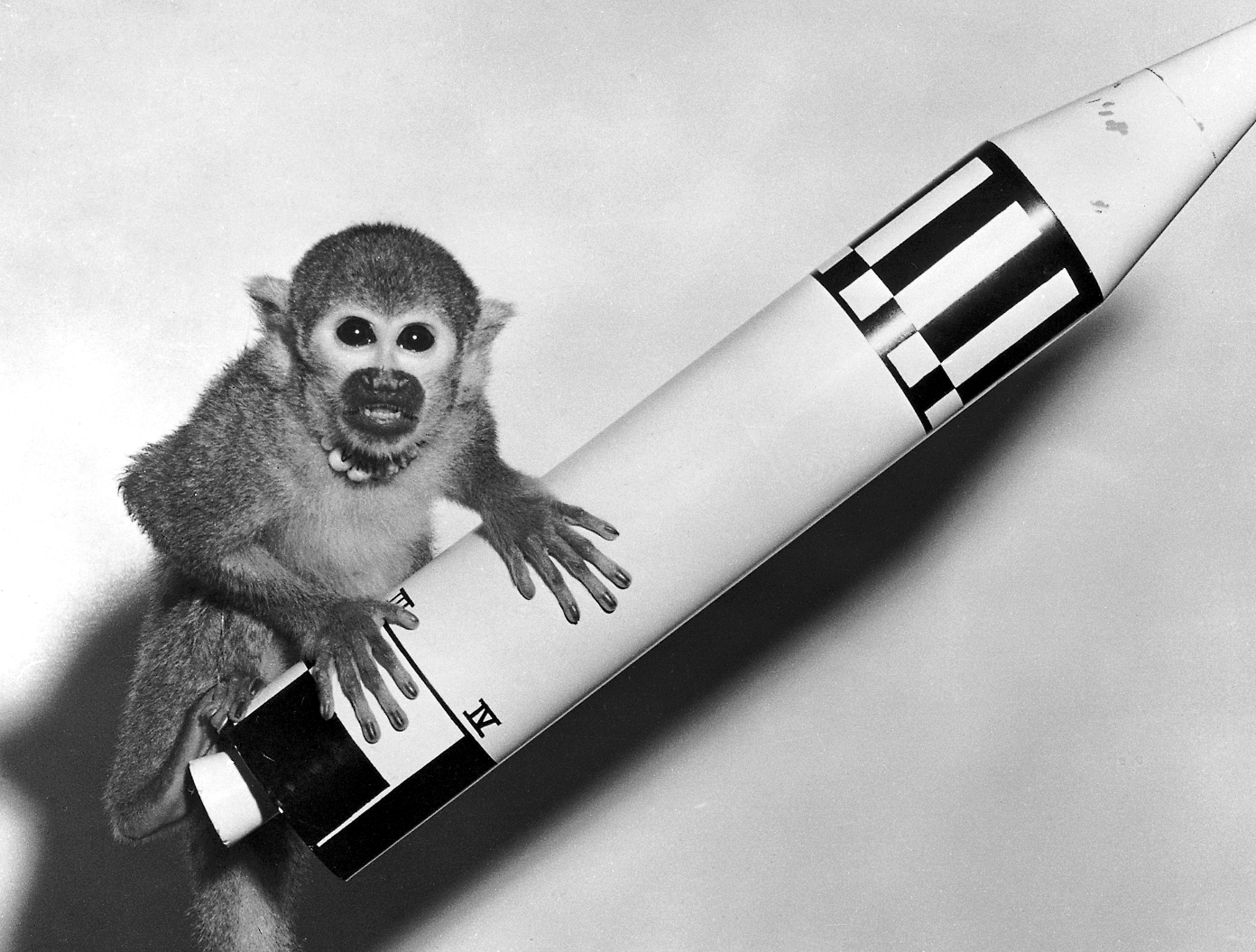
La mona ardilla Baker, que voló en un misil tipo Júpiter (representado en maqueta) al espacio en 1959.

Los experimentos con animales en el espacio sirvieron originalmente para probar la supervivencia en los vuelos espaciales antes de intentar misiones espaciales tripuladas. En numerosas ocasiones los animales tripularon vehículos espaciales para investigar diferentes procesos biológicos y los posibles efectos que la microgravedad pudiera tener. Hasta 2013, solamente siete países han llevado animales al espacio: Estados Unidos, Unión Soviética, Francia, Argentina, Japón, China  e Irán. En los años 1960 y 1970, Argentina efectuó experiencias enviando a distintos animales (ratasblancas, conejillos de Indias y monos) en vuelos suborbitales a bordo de cohetes de elaboración propia, siendo las suyas las primeras experiencias de envergadura en América Latina.

## Primeros experimentos
El 20 de febrero de 1947 Estados Unidos lanzó, desde la base White Sands Missile Range (estado de Nuevo México), los primeros animales al espacio fueron las moscas de la fruta que partieron con semillas de maíz a bordo de un misil alemán V-2 ―tomado como botín de guerra a los alemanes―. En tres minutos y diez segundos, el cohete alcanzó los 109 km de altitud, lo cual superó las definiciones de límite del espacio de la Fuerza Aérea estadounidense (50 millas u 80 km) y la definición internacional (100 km). La cápsula Blossom fue eyectada, cayó a la atmósfera, donde fue frenada por la fricción con el aire, y finalmente se frenó con un paracaídas. Las moscas de la fruta fueron recuperadas vivas. El propósito del experimento era investigar sobre los efectos de la exposición a la radiación a elevada altitud. Algunas expediciones posteriores con misiles V2 llevaban muestras biológicas, como musgo. 
A mediados de 1949, Estados Unidos lanzó un misil alemán V2 con un mono rhesus llamado Albert I, pero el cohete solo alcanzó entre 48 y 63 km de altitud y no llegó al espacio.
El 14 de junio de 1949 Estados Unidos lanzó el primer mamífero al espacio: Albert II, un mono rhesus, a bordo de un cohete alemán V-2. Albert II alcanzó los 134 km de altitud. Pero al ingresar en la atmósfera el sistema de paracaídas falló y el simio murió en la colisión contra tierra.
Desde entonces, se han enviado muchos monos al espacio, especialmente en los años 1950 y 1960. Los monos iban al espacio con sensores que medían sus signos vitales, y con frecuencia eran anestesiados durante el vuelo para que no sufrieran el calor abrasador del reingreso en la atmósfera.

## Años 1950

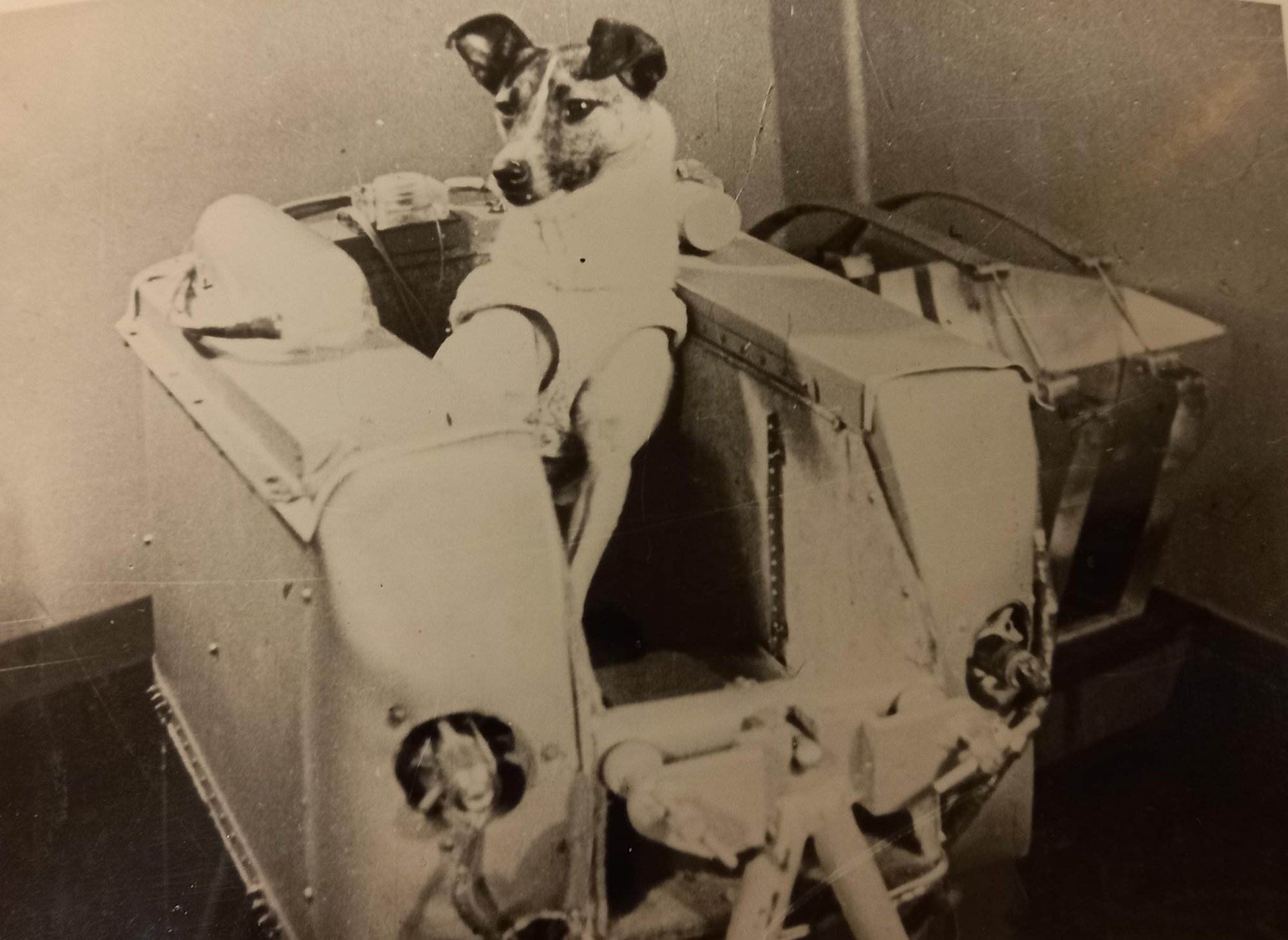
Laika, el primer ser vivo en orbitar la Tierra.

El 29 de enero de 1951 la Unión Soviética lanzó al espacio ―aunque no puso en órbita― la nave R-1 IIIA-1, que llevaba a los perros Tsygan (Цыган, ‘Gitano’), y Dezik (Дезик). Los dos perros sobrevivieron al vuelo, aunque uno de ellos moriría en una misión posterior.
El 3 de noviembre de 1957, la Unión Soviética puso en órbita al primer animal: la perra moscovita Laika (‘ladradora’), que tripuló el Sputnik 2 (el segundo satélite artificial de la historia). Laika murió a las 5 horas de vuelo debido al estrés y el sobrecalentamiento.
El 31 de agosto de 1958, Estados Unidos lanzó un ratón al espacio (a 137 km de altura) a bordo de un misil alemán V-2 (denominado «vuelo Albert V», que ―a diferencia de los anteriores vuelos Albert― no llevaba un mono).
Posteriormente se enviaron más ratones a bordo de naves, aunque ninguna de ellas llegó a alcanzar la altura técnica para considerarse un vuelo espacial (100 km).
El 13 de diciembre de 1958, Estados Unidos lanzó un misil balístico intercontinental tipo Júpiter desde Cabo Cañaveral (estado de Florida), con un mono ardilla llamado Gordo que había recibido entrenamiento especial en la Armada estadounidense. Los datos telemétricos mostraron que durante el viaje de regreso el animal sobrevivió a una gravedad 10 veces superior a la terrestre, 8 minutos de microgravedad (prácticamente ingravidez) y una reentrada a 16 000 km/h cuyo frenado generó una gravedad 40 veces superior a la terrestre. Al ingresar en la atmósfera el sistema de paracaídas falló y el simio murió en la colisión contra tierra. La cápsula en que se encontraba se hundió a 2411 km de Cabo Cañaveral y nunca fue recuperada.

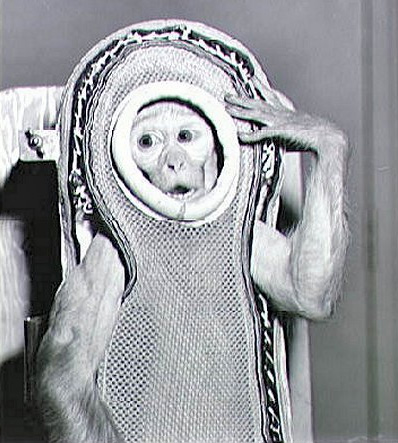
Sam, un macaco que voló a una altura de 88 km en 1958. (Fotografía de la NASA).

El 28 de mayo de 1959, los monos Able y Baker fueron los primeros en sobrevivir a un viaje espacial después de su vuelo. El misil balístico intercontinental AM-18 transportó a Able, un mono rhesus (nacido estadounidense, de 3,18 kg de peso) y a un mono ardilla peruano de 310 gramos llamado Baker. Los monos volaron en la cápsula frontal del misil (donde teóricamente se disponen las cabezas nucleares en un misil de ese tipo) hasta una altura de 579 km y a una distancia de 2735 km fuera del alcance del sistema atlántico de misiles desde Cabo Cañaveral, en Florida. Aguantaron una aceleración de la gravedad 38 veces superior a la terrestre (38 G), quedando en condiciones de ingravidez durante 9 minutos. A lo largo de sus 16 minutos de vuelo alcanzaron una velocidad máxima de 16.000 km/h. Los monos sobrevivieron en buen estado. Desgraciadamente Able murió cuatro días después del vuelo, debido a una reacción a la anestesia empleada en la operación que iba a retirarle un electrodo infectado. Baker vivió hasta el 29 de noviembre de 1984 en el Centro Espacial de Huntville, Alabama.

## Años 1960

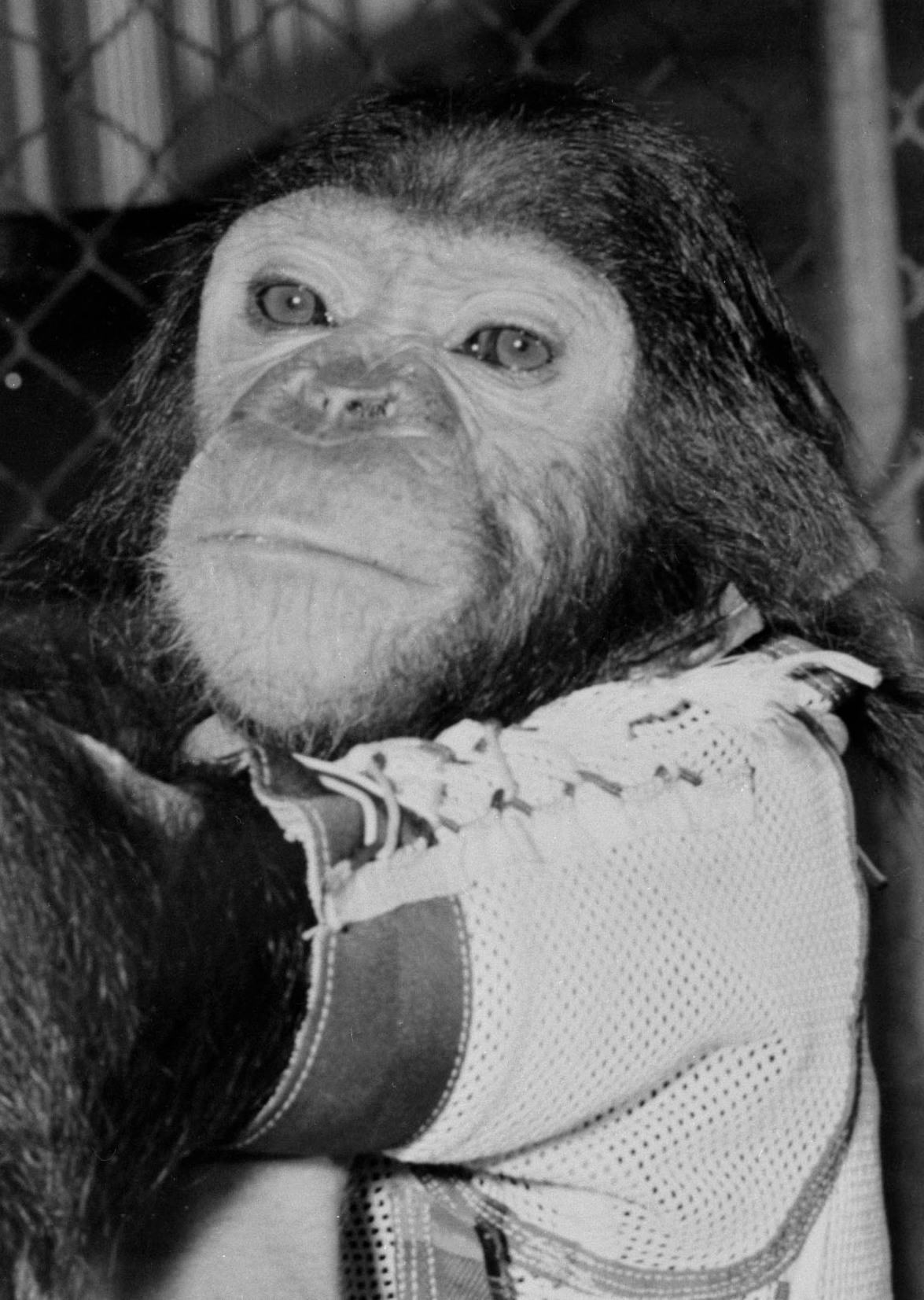
Durante la misión Mercury-Atlas 5 de la NASA el 29 de noviembre de 1961, Enos se convirtió en el único chimpancé y el tercer primate en orbitar la Tierra.

La Unión Soviética puso en órbita al menos otros diez perros, y realizó varios vuelos suborbitales hasta que el 12 de abril de 1961 puso en órbita al primer ser humano, Yuri Gagarin.
El 31 de enero de 1961, Ham el Chimpancé fue enviado en una cápsula dentro de un cohete Redstone, como parte del programa Mercurio, en la misión Mercury-Redstone 2. El mono había recibido entrenamiento, como activar palancas para recibir plátanos o evitar descargas eléctricas.
Su vuelo demostró la posibilidad de realizar operaciones durante el vuelo espacial. Poco más de 3 meses después, la NASA envió al espacio a Alan Shepard.
El chimpancé Enos se convirtió en el primer mono en órbita el 29 de noviembre de 1961, en otra cápsula de tipo Mercury, integrada en un cohete Atlas, el Mercury-Atlas 5.
Los Estados Unidos también enviaron en 1966 y 1967 vuelos con cargamento animal (los proyectos Biosatellite I y Biosatellite I/II), que estaba formado por moscas de la fruta, parásitos, escarabajos de la harina, huevos de rana, bacterias, amebas y hongos varios.
Por último en 1969 se realizó la primera misión de más de un día tripulada por un mono: se trataba de Bonny, un macaco; fue una de las cuatro misiones estadounidenses con monos a bordo de cohetes durante los años 1960.
La Unión Soviética organizó el vuelo del Sputnik 5 (también conocido como Korabl-Sputnik 2), que llevaba a los perros Belka y Strelka. Fue la primera misión espacial en llevar mamíferos a altura orbital y traerlos a tierra con vida. Uno de los cachorros de Strelka, Pushinka, nacida después de la misión, fue el regalo que Nikita Jruschov dio a Caroline Kennedy en 1961. Muchos de sus descendientes viven en la actualidad.
Los vuelos Vostok 3a de la Unión Soviética cargaban con ratones y, por vez primera, con conejillos de indias y ranas.
Como parte del programa Voskhod, dos perros rusos, llamados Veterok (Ветерок, ‘vientecito’) y Ugolyok (Уголёк, ‘ámbar’), entraron en la órbita terrestre 22 días antes de su aterrizaje, el 16 de marzo de 1966. Este viaje espacial ostentó el récord de permanencia en el cosmos hasta 1974, cuando fue superado por el proyecto Skylab (tripulado por humanos), y por ello se sigue considerando al estancia canina más prolongada en el espacio.
En la década de los 50, un total de 57 misiones rusas fueron tripuladas por perros. El número real de perros espaciales es sensiblemente menor, dado que algunos de ellos volaron más de una vez.
También dirigido por la Unión Soviética, un cohete tripulado por una tortuga despegó el 14 de septiembre de 1968. La tortuga de Horsfield realizó un vuelo circunlunar con moscas de la fruta, gusanos de la carne y otros especímenes vivos, en la nave Zond 5. Fueron los primeros animales en entrar en el espacio profundo. La cápsula se recuperó con éxito una semana más tarde.
Francia, por su parte, lanzó la primera rata al espacio el 22 de febrero de 1961. Dos ratas más fueron lanzadas en octubre de 1962.
Un año más tarde (18-10-63) lanzaron al gato Félix, con electrodos implantados en la cabeza para medir sus impulsos neuronales. Félix completó su misión y regresó con vida, aunque el siguiente gato espacial murió en su viaje. Los últimos animales enviados por Francia al espacio fueron dos monos, en marzo de 1967.

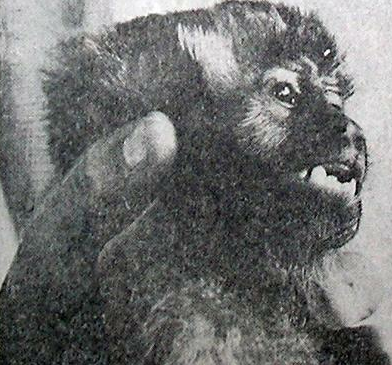
Argentina, el cuarto país en mandar animales al espacio. Juan el día del vuelo espacial.

Después de Estados Unidos, Rusia y Francia, Argentina fue el cuarto país en colocar seres vivos en el espacio y retornarlos a tierra. Los primeros lanzamientos se hicieron con ratones y luego con el Mono Juan. El proyecto Cóndor fue un proyecto de avanzada con tecnología propia, aunque las grandes potencias lo encuadraron dentro de un misil bélico.
A este grupo de países se unió China, enviando un pasaje de ratas en 1964. Un año después repitieron la experiencia, y en 1966 fueron dos perros los que volaron.
En España, el Comité Juvenil de Investigación Espacial, liderado por José Luis Torres Cuadra, realizó el lanzamiento del cohete Urci II tripulado por el ratón Adolfo el 23 de enero de 1967.

## Años 1970
Dos ranas toro fueron lanzadas en una misión de ida en el satélite orbital Frog Otolith, el 9 de noviembre de 1970, para tratar de entender el proceso motriz degenerativo causado por la ingravidez.
El Apolo 16, que despegó el 16 de abril de 1972, llevaba un cargamento de nemátodos, y el Apolo 17 fue lanzado el 7 de diciembre de 1972 con una tripulación formada por cinco ratones enanos, aunque uno de ellos murió en el vuelo circunlunar. Skylab 3 llevó ratones enanos, y otros animales enviados por primera vez al espacio: un pez(un mummichog?) y un par arañas, llamadas Arabella y Anita. La misión estadounidense Apolo-Soyuz también fue tripulada por un (mummichog).
La Unión Soviética condujo varias misiones espaciales con cargamento biológico dentro de su programa espacial Bion. En estos vuelos llevaron tortugas, ratas, y un mummichog. En la Soyuz 20, lanzada el 17 de noviembre de 1975, un grupo de tortugas batieron el récord de estancia animal en el espacio, permaneciendo 90 días y medio a bordo de la nave. La Salyut 5, que dejó la Tierra el 22 de junio de 1976, llevaba un cargamento de tortugas y un pez (un danio cebra?).

## Años 1980
La Unión Soviética envió ocho monos al espacio en el marco de su programa Bion. Ese mismo programa transportó un danio cebra, moscas de la fruta, ratas, huevos de insecto palo y el primer gallipato (Pleurodeles waltl) al espacio.
La NASA, por su parte, envió un transbordador espacial con una pareja de monos, que trasladó a bordo del Spacelab 3 junto a 24 ratas y huevos de insecto palo.
Después del desastre del Challenger, en 1989 se enviaron embriones de pollo al espacio a bordo del STS-29. El experimento fue propuesto tras un concurso entre estudiantes.

## Años 2000
El último vuelo del transbordador espacial Columbia en 2003 llevaba gusanos de seda (Bombyx mori), arañas de seda de oro (Nephila sp.), abejorros carpinteros (Xylocopa sp.), hormigas recolectoras (Pogonomyrmex barbatus), y peces kilis japoneses.
Se encontraron nemátodos (Caenorhabditis elegans) vivos de un experimento en los restos después del desastre del transbordador Columbia.
Los Caenorhabditis élegans son también parte de los experimentos a bordo de la Estación Espacial Internacional así como la investigación usando huevos de codorniz.
Las últimas misiones del transbordador incluían proyectos escolares, de institutos y universitarios; algunos de ellos incluyeron hormigas, huevos de insectos palo y gambas quiste de salmuera. Otras misiones científicas incluyeron huevos de polillas gitanas.
El 12 de julio de 2006, Bigelow Aerospace lanzó su módulo espacial inflable, el Genesis I. Llevaba pequeñas pruebas como juguetes y experimentos simples escogidos por los empleados de las compañías que serían observados con cámaras; esos artículos incluyeron insectos, quizás convirtiéndolo en el primer vuelo privado en lanzar animales al espacio. Se incluyeron cucarachas silbantes de Madagascar (Gromphadorhina portentosa) y frijoles saltarines mexicanos ―que son semillas con las larvas vivas dentro de las polillas Cydia deshaisiana―.
El 28 de junio de 2007, Bigelow lanzó el Genesis II, un modelo similar al Genesis I. Esta nave espacial cargó con las cucarachas silbantes de Madagascar, y además añadió escorpiones de piedra plana de Sudáfrica (Hadogenes troglodytes) y huevos de hormigas recolectoras (Pogonomyrmex barbatus y Pogonomyrmex californicus).